# Lusitania Illustrata
Lusitania Illustrata – dwutomowa antologia poezji portugalskiej w tłumaczeniu na język angielski, sporządzona przez Johna Adamsona (1787-1855).
Tom pierwszy stanowi wybór sonetów, natomiast tom drugi przedstawia twórczość balladową. Tom sonetystyczny zawiera utwory między innymi Francisca de Sá de Miranda, Antónia Ferreiry, Antónia Barbosy Bacelara i Manuela Marii Barbosy du Bocage. Tom balladowy, o mniejszych rozmiarach prezentuje typowe dla Półwyspu Iberyjskiego romance.
Antologia Johna Adamsona została określona przez João Almeidę Flora jako ambicioso projeto editorial sobre a história, a literatura e a cultura portuguesas. Niektóre utwory zostały przedrukowane w antologii Henry'ego Wadswortha Longfellowa The Poets and Poetry of Europe wydanej po raz pierwszy w 1845 roku i wielokrotnie wznawianej.